# Hervé Jaouen (amiral)
Pour les articles homonymes, voir Hervé Jaouen et Jaouen.
Hervé Jaouen, né le 21 mai 1923 à Kerlouan et mort le 16 janvier 1986 à Paris, est un vice-amiral français.

## Biographie
Hervé Jaouen naît le 21 mai 1923 à Kerlouan, dans le Finistère.
Il entre en 1942 à l’École navale (alors installée au Fort Lamalgue à Toulon) puis quitte la France après l’invasion de la Zone libre, en s'évadant par l'Espagne.
Il entre à l’École navale d'Afrique du Nord (AFN) à Casablanca. il en sort en 1944 pour embarquer sur le torpilleur Le Fortuné.
Entre 1946 et 1949 il sert en Indochine, d'abord sur la vedette lance-torpilles "397" puis en tant que chef de section à la flottille fluviale. Il commande ensuite la vedette de surveillance de port "VP-10", puis de la 27ème division de dragueurs baliseurs et le dragueur "D 271".
Il est professeur à l’École navale de 1953 à 1955. Il commande ensuite le dragueur de mines côtier Capella entre 1955 et 1956.
De 1956 à 1958 il embarque sur le croiseur-école Jeanne d’Arc en tant qu’instructeur des élèves officiers de l’école d’application à la mer.
En 1962, il prend le commandement de l'aviso Commandant Amyot-d'Inville puis il est désigné comme chef de cabinet du Commandant Supérieur de Mers el-Kébir avant de rejoindre l’École navale en tant qu'adjoint au directeur des études.
De juillet 1965 à août 1966, il commande la 7e division d'escorteurs rapides (7ème DER) et l'escorteur rapide Le Basque puis, entre 1968 et 1970, il est le commandant en second le porte-avions Foch.
Promu capitaine de vaisseau au 1er septembre 1969, fin 1971 il prend le commandement du croiseur De Grasse jusqu'en début 1973. Puis il est nommé chef d'état-major du Groupe opérationnel des Expérimentations Nucléaires (G.O.E.N.) jusqu'en 1975.
De 1975 à 1977, il commande la Marine en mer Rouge et dans le Golfe d'Aden à Djibouti.
Nommé contre-amiral en 1977, il est adjoint au préfet maritime de Toulon et en 1978, commande la flottille de l'Atlantique. Il la quitte en 1979 pour devenir l'adjoint du préfet maritime de Brest.
Il est admis dans la deuxième section le 21 mai 1981, avec le grade de vice-amiral.
Il est le frère du Père Michel Jaouen.

## Sources
- Biographie détaillée sur le site de l’École navale
- Mémorial des légionnaires sur smlh29n.fr